# Brokered convention
Nella politica statunitense, una brokered convention è una situazione in cui nessun singolo candidato riesce ad ottenere la maggioranza dei delegati (sia quelli selezionati nelle primarie e nei caucus sia i superdelegati) per ottenere la nomination del partito alle elezioni presidenziali.
Una brokered convention può verificarsi solo nel caso in cui nessun candidato risulta eletto al primo scrutinio, questo perché durante la prima votazione vige l'obbligo di fedeltà, per il quale tutti i delegati devono votare obbligatoriamente per il candidato che sono stati chiamati a rappresentare. A partire dal secondo scrutinio ogni delegato è libero di votare per qualsiasi candidato, assistendo a quello che in gergo viene definito mercato delle vacche dove i vari candidati cercano di persuadere i delegati per arrivare al quorum d'elezione. Se nessun candidato riuscisse a ottenere la maggioranza dei voti, il partito potrebbe proporre anche candidature esterne a quelle presentatesi alle primarie, ma che gode di ampio consenso fra le varie correnti del partito.

## Norme specifiche dei singoli partiti

### Partito Democratico
Lo statuto del Partito Democratico afferma che ogni delegato è tenuto a nominare un candidato alla presidenza che verrà eletto al raggiungimento della soglia d'elezione, se nel caso nessun candidato riuscisse a raggiungere la maggioranza dei voti richiesti l'elezione procederà a oltranza fino alla proclamazione del vincitore.

### Partito Repubblicano
Ai sensi della regola 40b della convention nazionale repubblicana, un candidato deve avere il sostegno di una maggioranza dei delegati di almeno otto stati al fine di ottenere la nomination. La regola 40e afferma inoltre che se nessun candidato ottiene la maggioranza il presidente della convention dopo aver concesso una pausa per le trattative tra i vari delegati e i candidati richiamo alle urne questi ultimi fino a che non si arrivi alla proclamazione dell'eletto.

## Brokered convention nella storia degli Usa
Prima dell'era delle elezioni primarie, per eleggere il candidato alla presidenza era solito ricorrere direttamente alla brokered convention. Da quando il partito democratico ha richiesto alla prima convention nazionale nel 1832 e poi ad ogni convention dal 1844 fino al 1926 la soglia d'elezione a due terzi delegati è risultato più probabile ad assistere ad una brokered convention, in particolar modo quando persistevano due opposte fazioni politiche.
L'esempio più famoso è stato quello della convention nazionale democratica del 1924 dove si confrontavano Al Smith e William Gibbs McAdoo. Dopo 103 votazioni infruttuose la convention scelse come candidato di compromesso John W. Davis, che alle elezioni presidenziali risulterà sconfitto dal repubblicano Calvin Coolidge. L'ultima candidato presidenziale statunitense prodotto da una brokered convention fu Franklin Delano Roosevelt nel 1932.

## Convention senza un candidato favorito alla vigilia

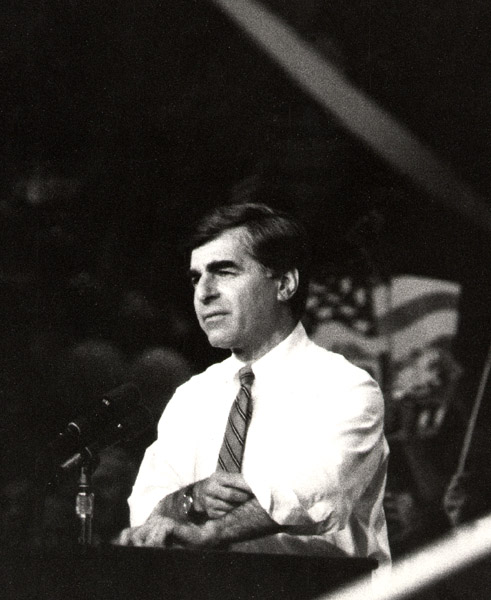
Il candidato democratico alle elezioni presidenziali del 1988 Michael Dukakis, la cui nomination è stata in stallo fino alla fine delle primarie

- Il candidato democratico alle elezioni presidenziali del 1988 Michael Dukakis, la cui nomination è stata in stallo fino alla fine delle primarieSe solo Robert Fitzgeraald Kennedy non fosse stato assassinato, nel 1968 si sarebbe potuto assistere ad una brokered convention. Kennedy aveva vinto la maggior parte delle primarie, ma non aveva ottenuto abbastanza delegati necessari per assicurarsi la nomination presidenziale. Il presidente Lyndon B. Johnson, che aveva deciso di non correre per un secondo mandato, avendo ancora dalla sua parte la maggior parte dei funzionari del partito fece sì che a spuntarla fosse il suo vicepresidente Hubert Humphrey.
- La Convention nazionale repubblicana del 1968 vide come protagonisti l'ex vice presidente Richard Nixon come leader designato e il governatore di New York Nelson Rockefeller che cercò di impedirgli di ottenere la maggioranza. Durante i primi giorni della convention Rockefeller affermò che i delegati di Nixon (che non poteva contare sulla maggioranza effettiva) erano titubanti sul votare quest'ultimo e contavano di poter arrivare alla seconda votazione per poter rimescolare le preferenze. Alla fine il ciò non accadde e Richard Nixon ottenne la nomination al primo scrutinio.
- Nel 1988 per il partito democratico era stata prevista una brokered convention poiché il ritiro del candidato favorito Gary Hart nessuno poteva considerarsi in vantaggio rispetto ad un altro. Questo perché i candidati Michael Dukakis, Al Gore, e Jesse Jackson avevano vinto lo stesso numero di primarie e di caucus[7]. Alla fine senza passare per la brokered convention risultò vincitore Michael Dukakis.
- Anche per le elezioni del 2008 si pensava che si dovesse ricorrere alla brokered convention in quanto alla vigilia delle primarie non era emerso nessun candidato favorito[8]. Per quasi tutta la durata delle primarie democratiche ci fu il fantasma della brokered convention poiché il senatore dell'Illinois Barack Obama l'ex segretario di stato Hillary Clinton si equivalevano per numero di delegati ottenuti. Solo verso il finire della corsa Barack Obama riuscì a superare il magic number per la nomination.

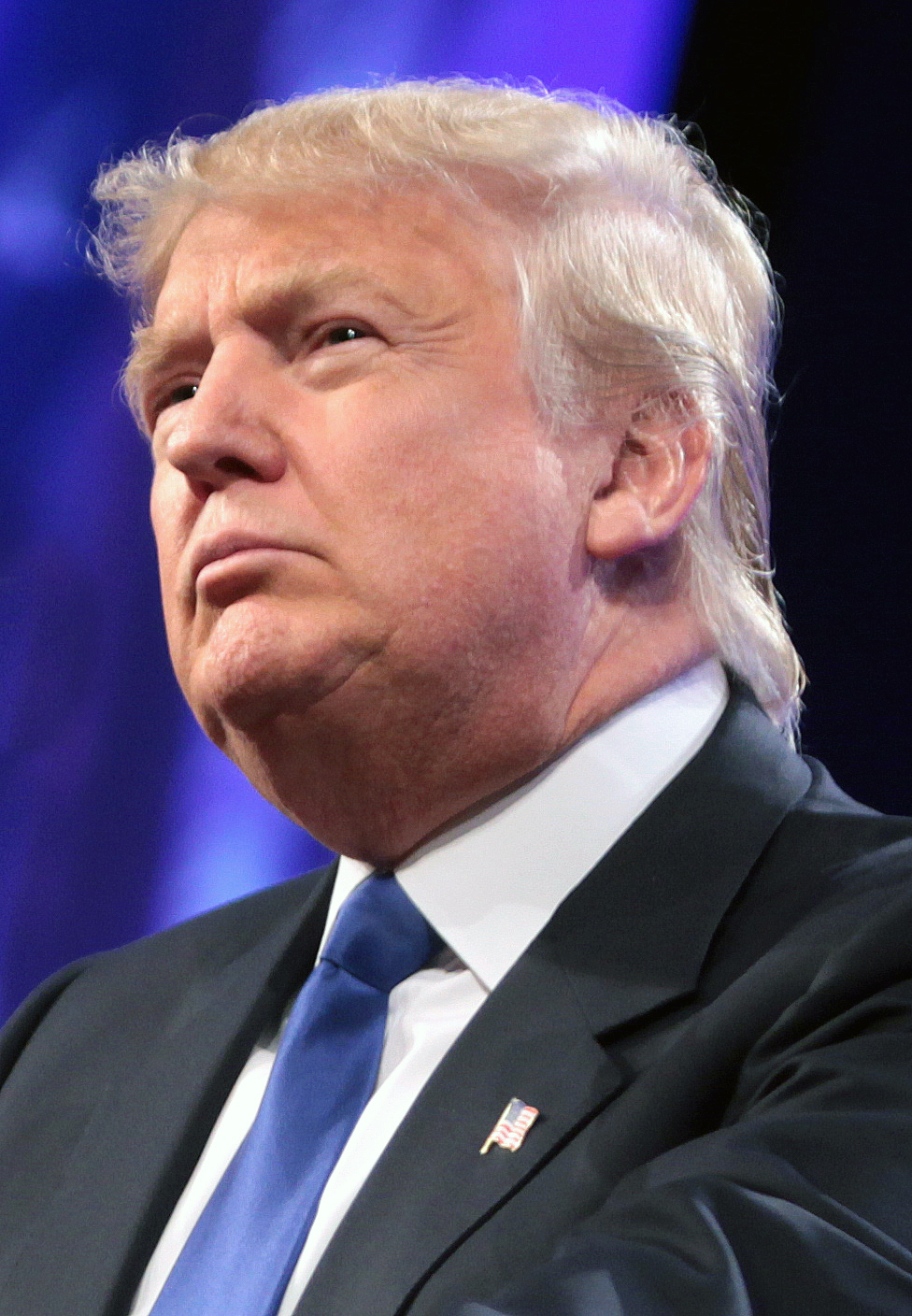
Il candidato repubblicano alle elezioni presidenziali del 2016 Donald Trump, la cui candidatura è mal vista dalla dirigenza del Grand Old Party.

- Il candidato repubblicano alle elezioni presidenziali del 2016 Donald Trump, la cui candidatura è mal vista dalla dirigenza del Grand Old Party.Durante le elezioni primarie del 2016, a causa dell'avanzata a sorpresa del imprenditore immobiliare Donald Trump, mal visto dalla dirigenza del Grand Old Party nel caso in cui ne Ted Cruz ne il moderato John Kasich avessero ostacolato l'ascesa del magnate estremista[9], si era pensato ad una brokered convention per bloccarne la candidatura alla nomination repubblicana, visto anche che secondo i sondaggi sarebbe stato sconfitto alle elezioni presidenziali sia da Hillary Clinton sia da Bernie Sanders. Per questo motivo sono iniziati a circolare i nomi di possibili candidati a sorpresa alla convention, quali Mitt Romney e Paul Ryan[10].

## Brokered convention nella cultura di massa
- Il film The Best Man raffigura una brokered convention di un partito politico senza nome, con due candidati in lizza per il supporto di un presidente precedente.
- Una brokered convention per la selezione del candidato democratico alla vice presidenza è un punto della trama nella quarta stagione di House of Cards[11].